# Peter Malenchini
Pedro Víctor Malenchini (1946-2015) fue un artista plástico y profesor de dibujo argentino. Se especializó en acuarela y óleo, realizó exposiciones en Buenos Aires y Punta del Este, siendo sus trabajos más notables los desnudos y los paisajes. En julio de 2004 cobró notoriedad al confesar ante una cámara oculta del programa de televisión "Código Penal" que 25 años antes, siendo profesor del colegio San Juan el Precursor de San Isidro había abusado de sus alumnos menores de edad. El hecho no pudo ser llevado a la justicia por haber prescrito el presunto delito varios años antes.

## Sus inicios
Estudió en las escuelas nacionales de Bellas Artes Manuel Belgrano y Prilidiano Pueyrredón. En su juventud, Malenchini se vincula a los inicios del llamado Rock Nacional Argentino. A fines de la década del '60 era mánager del conjunto juvenil "Los Cables Pelados", integrada por niños de entre 10 y 15 años, dedicándose además a organizar recitales en el "Cine Teatro Acassuso".
Pederasta que arruinó la vida a mucha gente desde su infancia hasta su adultez, incluso alguien se suicidó muchos años después a consecuencia de este monstruo. Un animal depredador.

## Actividad docente
En el año 1968 Malenchini se desempeñaba como profesor de plástica en la primaria del colegio católico "San Juan El Precursor" de San Isidro. Paralelamente organizaba campamentos a los que concurrían sus alumnos, quienes lo consideraban el más popular de sus maestros.
Posteriormente, en 1976, continuaba enseñando dibujo y pintura a los alumnos varones de 6º y 7º del Colegio Esquiú, del barrio porteño de Belgrano, otro colegio católico en el que también organizaba sus tradicionales campamentos, los que solían durar 15 o 20 días y se realizaban en lugares apartados del sur de la Argentina.
Malenchini ya contaba en esos años con un atelier propio, en los que daba clases particulares a adultos y menores.

## Repercusión
En marzo de 2005, cuando exponía sus obras en una muestra colectiva en una sala de la Biblioteca Nacional, un grupo de personas (incluyendo algunos de sus exalumnos) intentó hacerle un escrache, pero se encontraron con que sus obras ya habían sido retiradas de la muestra a pedido de autoridades de la Biblioteca.
Nicolás Cassese, periodista y exalumno del Colegio San Juan el Precursor, publicó en el año 2010 el libro El Secreto de San Isidro (ISBN 950-0744791), en el cual relata detalles pormenorizados del caso y la biografía de Malenchini, pero poniendo el foco en el oprobioso manto de silencio urdido por las autoridades del colegio, la curia sanisidrense y hasta las familias de las propias víctimas.
Debido a la condena social, Malenchini se muda a Rosario y deja la actividad artística. Años más tarde es visto en el paraje “Quebrachitos” (Departamento Victoria, Provincia de Entre Ríos), en donde la policía local lo detiene pero sin haber causas en su contra ni evidencias de nuevos abusos, es liberado a las pocas horas. En junio de 2009 se supo que Malenchini sufrió quemaduras de tercer grado al intentar apagar el incendio de sus cabañas que tenía en alquiler para turistas en el lugar.

## Fallecimiento
Fallece en la ciudad de Rosario el 24 de septiembre de 2015, a los 68 años de edad, luego de padecer una larga enfermedad, cáncer de próstata con metástasis en los huesos. Fue cremado y sus cenizas fueron arrojadas al mar en la playa Chihuahua de Punta del Este.